# Abdij van Oriënten

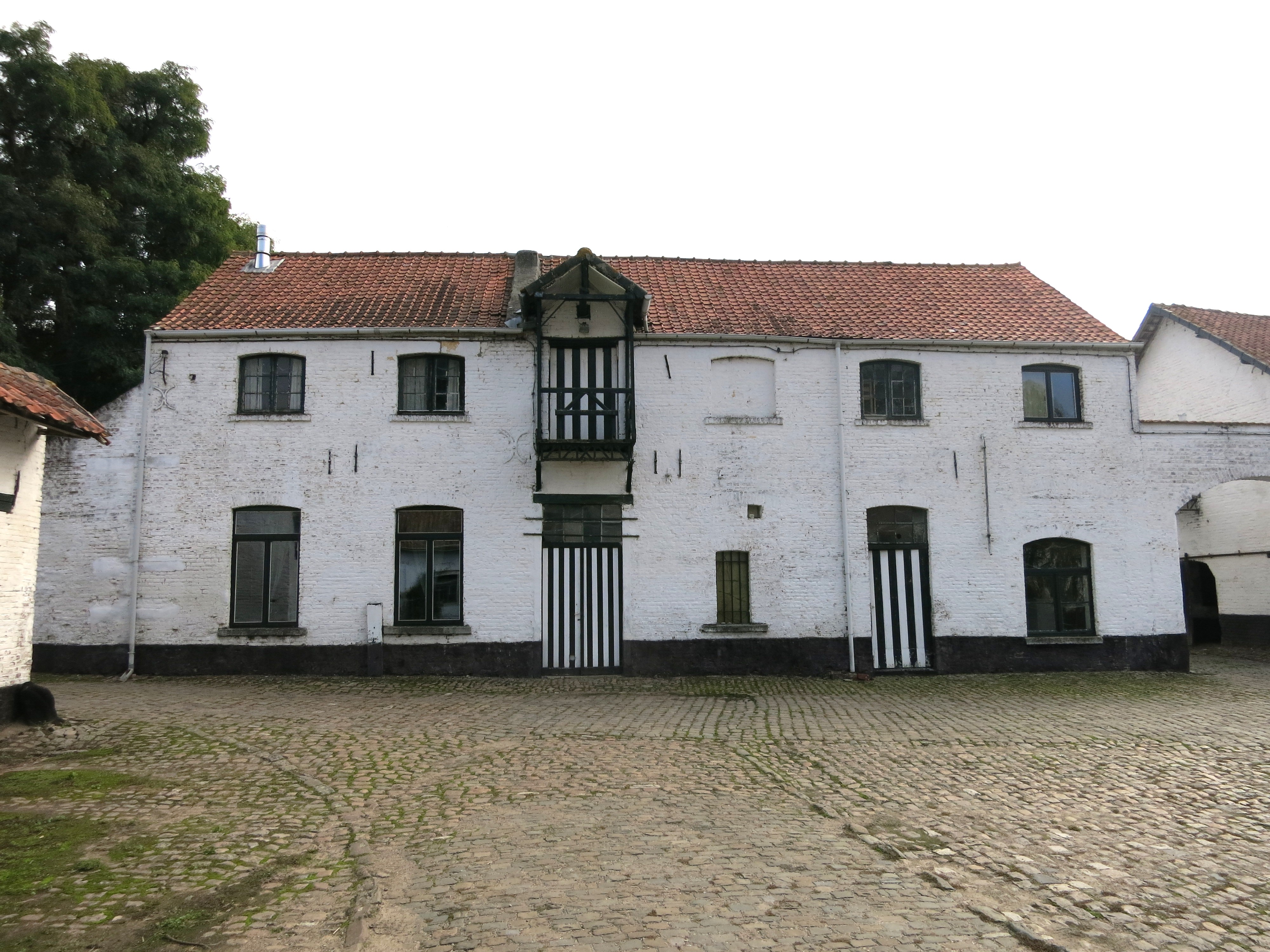
Distilleerderij Oriënten

De Abdij van Oriënten was een abdij in de tot de Vlaams-Brabantse gemeente Geetbets behorende plaats Rummen, feitelijk gelegen nabij Grazen.

## Geschiedenis
De abdij heette voluit: Vallis virginum in Oriente ofwel: Maagdendal te Oriënten. Het was een Cisterciënzerinnenklooster dat in 1233 werd gesticht. Deze abdij werd oorspronkelijk ondersteund door het Klooster van Maagdendaal te Oplinter en lag daar oostelijk van, wat de oorsprong van de naam verklaart.
In 1275 nam het de zusters op van de Abdij van de Godsberg te Neeroeteren. In 1374 omvatte de abdij een kerk, een slaapzaal, een eetzaal, een ziekenzaal, een keuken en een brouwerij met daarnaast enkele agrarische gebouwen. De abdij beschikte over veel grond waarop zich een drietal pachthoeven bevonden. Ook de Grazenmolen behoorde tot de bezittingen.
Groot werd het klooster nimmer, met niet meer dan 12 à 20 zusters. Toch verwierf het veel bezittingen, vooral onder abdis Maria Bollen in de 16e eeuw. De abdij werd tijdens de godsdiensttwisten verwoest door de troepen van en lag er omstreeks 1580 verlaten bij. Daarna werd hij herbouwd. Enkele adellijke dames traden in en werden er abdis. Eén van hen was Margaretha van Oostenrijk (1558-1604) die de reputatie van de abdij geen goed deed. Zij was een natuurlijke dochter van Joris van Oostenrijk die op zijn beurt een onwettige zoon was van Maximiliaan van Oostenrijk.
De abdij werd opgeheven in 1796 en in 1798 werd hij in twee gedeelten openbaar verkocht. Omstreeks 1816 werden de meeste gebouwen gesloopt. Enkele 18e-eeuwse bijgebouwen bleven bestaan. In 1841 kwamen de goederen aan Pierre-Louis Vinckenbosch en in 1842 vestigde hij een destilleerderij in één der gebouwen die in 1901 voorzien werd van een stoommachine. Een ander gebouw werd uitgebreid tot een herenhoeve.